# Greatest Hits and More More More
Greatest Hits and More More More è una delle più recenti raccolte di successi del gruppo femminile britannico delle Bananarama, la terza ufficialmente promossa dal gruppo, pubblicata il 7 maggio del 2007 su etichetta Warner Bros. Records. La compilation contiene in totale 22 singoli di successo della band, registrati tra 1982 e 1991. L'album, pubblicato per celebrare l'anniversario dei 25 anni trascorsi dall'uscita del primissimo singolo delle ragazze, ripropone i brani della loro prima raccolta ufficiale, The Greatest Hits Collection del 1988, a cui si aggiungono altre 8 tracce, costituite da singoli esclusi da quella prima collection oppure pubblicati nel periodo successivo, tra 1989 e 1992. La parte di titolo aggiunta alla recente raccolta è rappresentata da More More More, titolo dell'ultimo singolo estratto, nel 1993, dall'album Please Yourself del 1992, l'unico dei 3 singoli tratti da quel long playing ad essere contenuto nella compilation del 2007.

## Tracce
1. Venus
2. Love in the First Degree
3. I Want You Back
4. Robert DeNiro's Waiting
5. Cruel Summer
6. Really Saying Something (con i Fun Boy Three)
7. T'ain't What You Do (It's the Way That You Do It) (con i Fun Boy Three)
8. Shy Boy
9. Na Na Hey Hey Kiss Him Goodbye
10. Love, Truth and Honesty
11. Nathan Jones
12. I Heard a Rumour
13. Movin' On
14. More, More, More
15. I Can't Help It
16. Only Your Love
17. Preacher Man
18. Long Train Running
19. Aie a Mwana
20. A Trick of the Night
21. Rough Justice
22. Cheers Then